# Hansie Cronje
Wessel Johannes "Hansie" Cronje (25 de setembro de 1969 - 1 de junho de 2002) foi um jogador de críquete sul-africano e capitão da Seleção Sul-Africana de Críquete na década de 1990. Como capitão, Cronje, um jogador destro, levou sua equipe à vitória em 27 partidas de test cricket e 99 One Day Internationals. Cronje também levou a África do Sul a vencer o ICC KnockOut Trophy de 1998, o único título importante da ICC que o país conquistou até hoje. Na final deste torneio, Cronje desempenhou um papel importante com o taco, com 61 pontos sem ser eliminado, levando a equipe à vitória por 4 wickets. Ele foi eleito o 11º maior sul-africano em 2004, apesar de ter sido banido do críquete pelo resto da vida devido ao seu papel em um escândalo de manipulação de resultados. Ele morreu em um acidente de avião em 2002.

## Início da vida
Cronje nasceu em Bloemfontein, África do Sul, filho de Ewie Cronje e San-Marie Cronje, em 25 de setembro de 1969. Ele se formou em 1987 no Grey College em Bloemfontein. Excelente esportista, representou a então Província de Orange Free State no críquete e no rúgbi em nível escolar. Foi o capitão das equipes de críquete e rúgbi de sua escola. Cronje obteve o título de Bacharel em Comércio pela University of the Free State. Ele tinha um irmão mais velho, Frans Cronje, e uma irmã mais nova, Hester Parsons.
Seu pai, Ewie, jogou pelo Orange Free State na década de 1960, e Frans também jogou first-class cricket.

## Carreira noFirst-Class Cricket
Cronje fez sua estreia no first-class cricket pelo Orange Free State contra a equipe Transvaal em Joanesburgo em janeiro de 1988, aos 18 anos de idade. Na temporada seguinte, ele foi titular, participando de todas as oito partidas da Currie Cup e fazendo parte da equipe vencedora da Benson and Hedges Series, marcando 73 pontos. Em 1989-90, apesar de ter jogado todas as partidas da Currie Cup, ele não conseguiu atingir um century e teve uma média de apenas 19,76; no entanto, em jogos de um dia, teve uma média de 60,12. Naquela temporada, ele marcou seu primeiro century pela South African University contra os "rebeldes" de Mike Gatting.
Apesar de ter acabado de completar 21 anos, Cronje foi nomeado capitão do Orange Free State na temporada de 1990-91. Ele marcou seu primeiro century por essa equipe contra a equipe Natal em dezembro de 1990 e terminou a temporada com century e um total de 715 corridas a 39,72. Naquela temporada, ele também marcou 159* em uma partida de 40 overs contra o Griqualand West.
Em 1992-93, ele foi o capitão do Orange Free State na competição Castle Cup/Total Power Series.
Em 1995, Cronje jogou pelo Leicestershire, onde marcou 1301 corridas a 52,04, terminando a temporada como o maior pontuador do condado.
Em 1995-96, ele terminou a temporada no topo das médias de rebatidas na Currie Cup, sua pontuação máxima de 158 ajudou o Free State a derrotar o Northern Transvaal por 389.
Em 1997, Cronje jogou pela Seleção Irlandesa de Críquete como jogador estrangeiro na Benson and Hedges Cup e ajudou a equipe a vencer Middlesex por 46 corridas, marcando 94 pontos sem ser eliminado e eliminando três wickets. Essa foi a primeira vitória da Irlanda contra um condado inglês. Mais tarde, na mesma competição, ele marcou 85 pontos e eliminou um wicket contra Glamorgan.

## Carreira internacional

### Estreia
O desempenho de Cronje em 1991/92 foi impressionante, especialmente no formato de jogos de um dia, no qual ele obteve uma média de 61,40. Ele recebeu uma convocação internacional para a Copa do Mundo de Críquete de 1992, fazendo sua estreia no One Day International contra a Seleção Australiana de Críquete em Sydney. Durante o torneio, ele jogou em oito dos nove jogos da equipe, com uma média de 34,00 com o taco, enquanto seu ritmo médio foi usado no lançamento de 20 overs.
Após a Copa do Mundo, Cronje participou da turnê pelas Índias Ocidentais; ele participou dos três ODIs (One Day International) e fez sua partida de estreia no test cricket em Bridgetown. Esse foi a primeira partida de test cricket da África do Sul desde a readmissão e a equipe esteve perto de derrotar um forte time das Índias Ocidentais, mas no último dia, com 122/2 e perseguindo 200, caiu para 148.
A Índia fez uma turnê pela África do Sul em 1992/93. No primeiro jogo One Day International, ele acertou o famoso six quando sua equipe precisava de 6 corridas em apenas 4 bolas, e foi premiado como o melhor jogador da partida. Na série de partidas de um dia, Cronje conseguiu apenas um fifty, mas com a bola foi econômico e obteve os melhores números de sua carreira, 5/32, tornando-se o segundo sul-africano a conquistar cinco wickets em um ODI. Na série de test cricket que se seguiu, ele marcou seu primeiro century em partidas de test cricket, 135 em 411 bolas, depois de entrar em 0-1 no segundo over, ele foi o último homem a ser eliminado, depois de oito horas e três quartos, em um total de 275. Isso contribuiu para a primeira vitória da África do Sul em uma partida de test cricket desde sua readmissão. No final da temporada, em um torneio triangular com o Paquistão e as Índias Ocidentais, ele marcou 81 pontos em 70 bolas contra o Paquistão.
Na série de partidas da África do Sul contra o Sri Lanka, Cronje marcou seu segundo century em partidas de test cricket, 122 no segundo jogo em Colombo; a margem de vitória de um inning e 208 corridas é um recorde sul-africano. Ele terminou a série com 237 corridas a 59,25 depois de marcar 73* na terceira partida, que estava empatada.

### Capitão suplente
Em 1993-94, houve outra dobradinha da Castle Cup/Total Power Series para o Orange Free State. No críquete internacional, ele foi nomeado capitão suplente na turnê pela Austrália, apesar de ser o membro mais jovem da equipe. No primeiro ODI do torneio triangular com a Nova Zelândia e a Austrália, ele levou a África do Sul à vitória contra a Austrália no MCG com 91*, o que lhe rendeu o prêmio de melhor jogador da partida. Ele marcou 71 pontos em um primeiro teste afetado pela chuva em Melbourne, antes de uma segunda partida que a África do Sul venceu por 5 corridas. Uma lesão do capitão Kepler Wessels fez com que Cronje fosse o capitão no último dia da partida. Entre o segundo e o terceiro testes, o torneio de um dia continuou e, agora com Cronje como capitão, a África do Sul chegou à série final, mas perdeu por 2 a 1 para a Austrália. Ele se tornou o segundo capitão de test cricket mais jovem da África do Sul, depois de Murray Bisset em 1898-99, quando liderou a equipe para o terceiro teste em Adelaide, mas foi um início malsucedido de sua carreira de capitão, já que a série ficou empatada.
Em fevereiro de 1994, houve a série de retorno, quando a Austrália fez uma turnê pela África do Sul. Cronje começou a série de ODIs com pontuações de 112, 97, 45 e 50* e, quando a Austrália jogou contra o Orange Free State em sua última partida antes do primeiro teste, Cronje acertou 251 em 306 bolas, 200 delas no último dia, no qual foram somadas 294 corridas. Apesar disso, o Orange Free State perdeu a partida. No primeiro teste em Johanesburgo, ele marcou mais um century e a África do Sul venceu por 197 corridas. Esse turno foi o fim de um período de 14 dias em que ele marcou 721 corridas contra os australianos. No entanto, ele não conseguiu chegar ao fifty nos dois testes seguintes e em quatro ODIs, pois as duas séries ficaram empatadas.
Houve outro empate na série quando a África do Sul viajou para a Inglaterra em 1994. Cronje marcou apenas um century em toda a turnê e marcou apenas 90 corridas na série de três testes. Em outubro de 1994, a África do Sul enfrentou novamente a Austrália em uma série triangular de um dia que também contou com a participação do Paquistão. Cronje marcou 354 corridas em uma média de 88,50. Apesar disso, a África do Sul perdeu todas as partidas. Essa série foi a primeira de Bob Woolmer como técnico e a última de Kepler Wessels como capitão. Cronje, que já havia sido capitão suplente, foi nomeado capitão para a série de partidas de test cricket com a Nova Zelândia em 1994-95.

### Capitão permanente

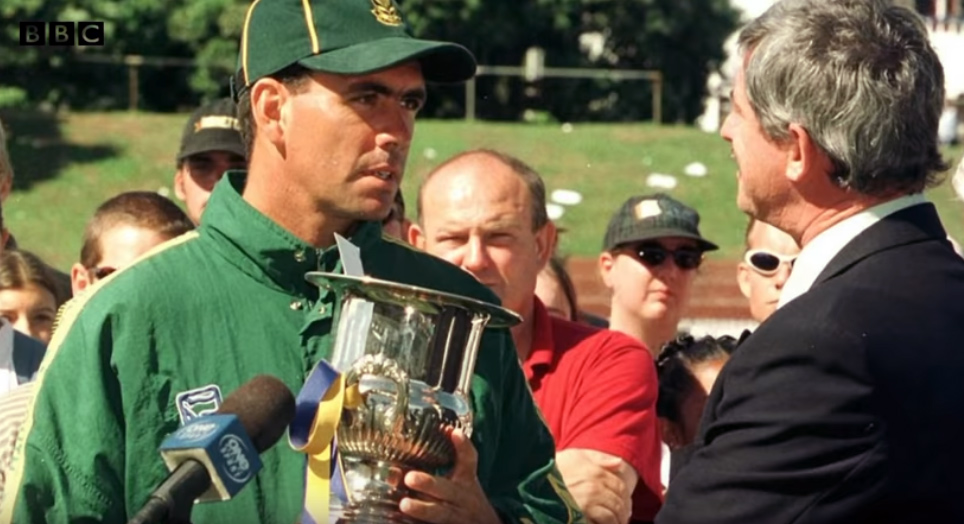
Cronje durante uma entrevista após a África do Sul vencer um campeonato.

A África do Sul perdeu o primeiro teste em Johanesburgo, mas antes do segundo teste, as duas equipes, além do Paquistão e do Sri Lanka, disputaram o Troféu Mandela. A Nova Zelândia não conseguiu vencer na fase de seis partidas de ida e volta, enquanto a África do Sul derrotou o Paquistão na final. Isso mudou a dinâmica, pois a África do Sul garantiu vitórias em Durban e na Cidade do Cabo, onde Cronje marcou seu quarto century em partidas de test cricket. Ele foi o primeiro capitão desde W. G. Grace a vencer uma série de três partidas depois de iniciar com uma derrota.
No início de 1995, a África do Sul venceu partidas contra o Paquistão e a Nova Zelândia. Em Auckland, Cronje marcou o único century da partida antes que uma declaração no último dia deixasse seus jogadores com pouco tempo para vencer os neozelandeses.
Em outubro de 1995, a África do Sul venceu um jogo único contra o Zimbábue. Cronje marcou 54* no segundo turno para levar a equipe à vitória por sete wickets. Nos dois jogos de um dia que se seguiram, ele marcou cinco wickets e a África do Sul venceu ambos com facilidade. A África do Sul venceu a série de cinco testes contra a Inglaterra, apesar de Cronje ter tido dificuldades, marcando 113 corridas a 18,83. No entanto, ele foi o maior pontuador da série de um dia, que eles venceram por 6 a 1.
Na Copa do Mundo de Críquete de 1996, ele marcou 78 e 45* contra a Nova Zelândia e o Paquistão, respectivamente, quando a África do Sul venceu seu grupo, mas nas quartas de final contra as Índias Ocidentais, um century de Brian Lara pôs fim à sequência de dez vitórias consecutivas.
A temporada 1996-97 apresentou séries consecutivas com a Índia. A primeira, fora de casa, foi perdida por 2 a 1. A série em casa foi vencida por 2 a 0. Cronje apresentou melhor desempenho contra a Austrália, com média de mais de 50 pontos nas séries de test cricket e ODI, embora ambas tenham sido perdidas.
Cronje começou 1997-98 liderando a África do Sul em sua primeira vitória na série no Paquistão, mas suas rebatidas continuaram a ter dificuldades, sendo que sua maior contribuição foi levar os wickets de Inzamam-ul-Haq e Moin Khan no Terceiro Teste.

### Melhor forma
Cronje mais uma vez enfrentou a Austrália e mais uma vez acabou perdendo. Na série triangular de um dia, os sul-africanos venceram o grupo, com a Austrália passando por pouco, e também venceram a primeira "final", mas a África do Sul perdeu as duas últimas finais. Antes do início da série de testes, ele marcou centuries consecutivos contra a Tasmânia e a Austrália A.
No primeiro teste, Cronje marcou 70 e a África do Sul salvou a partida; no segundo teste, ele precisou de 335 minutos para marcar 88. Apesar disso, a equipe perdeu. No terceiro teste, eles marcaram 517 e, embora Mark Taylor tenha marcado 169, a Austrália precisou bater 109 overs para salvar a partida. Mark Waugh rebateu por 404 minutos e, apesar da controvérsia quando Waugh bateu em um de seus fardos (de acordo com a Lei 35, ele foi considerado como tendo terminado sua tacada e, portanto, considerado não eliminado), a África do Sul perdeu por três wickets. Cronje colocou um stump na porta do vestiário dos árbitros após a partida e teve sorte de não ser punido.
Cronje perdeu o primeiro teste da série com o Paquistão devido a uma lesão no joelho. O segundo teste em Durban foi perdido, mas ele foi o maior pontuador em Porto Elizabeth com 85, ajudando a empatar a série de três testes em 1 a 1. Ainda houve tempo na temporada para uma série de dois testes com o Sri Lanka. O primeiro foi vencido com Cronje marcando 49 e 74; no segundo teste, ele acertou 3/14, sua melhor rebatida em jogos de test cricket, e acertou 82 em 63 bolas, com seus fifties sendo alcançados com três six consecutivos contra Muttiah Muralitharan, e foi atingido em apenas 31 bolas; na época, foi o segundo mais rápido em partidas de test cricket, depois do de Kapil Dev. Na série triangular, vencida pela África do Sul, ele marcou apenas um fifty em East London, onde também acertou 2/17 em 10 overs.
Durante a série de testes de 1998 contra a Inglaterra, Cronje marcou cinco fifties consecutivos, não tendo conseguido marcar nenhum nos nove testes anteriores contra eles. Em seu quinquagésimo teste, em Trent Bridge, ele marcou 126, seu sexto e último century em partidas de test cricket e o primeiro em 29 partidas. Durante seu segundo turno de 67, ele ultrapassou a marca de 3.000 corridas - apenas o segundo sul-africano a fazê-lo. No entanto, a Inglaterra venceu o teste para ganhar a série por 2 a 1. Cronje terminou a série como o maior pontuador da África do Sul com 401 corridas a 66,83.

### Whitewash, empate e desistência
Na série das Índias Ocidentais de 1998-99, Cronje foi o capitão da África do Sul em seu único whitewash em uma série de cinco testes. Sua melhor performance contra as Índias Ocidentais foi quando jogava pelo Free State; ele marcou 158* quando os sul-africanos perseguiram 438 e recuperaram um déficit de 249 no primeiro turno. Na série ODI, ele foi o maior pontuador da África do Sul e levou 11 wickets a 14,72, quando a África do Sul venceu por 6-1.
Em março de 1999, a equipe fez uma turnê pela Nova Zelândia, vencendo por 1 a 0 na série de testes e por 3 a 2 nos jogos de um dia.
Na Copa do Mundo de Críquete de 1999, Cronje terminou com 98 corridas a 12,25, quando a África do Sul foi eliminada após o famoso empate na semifinal contra a Austrália em Edgbaston. Na primeira partida do torneio contra a Índia, Cronje entrou em campo com um fone de ouvido conectado ao técnico Bob Woolmer, mas no primeiro intervalo, o árbitro da partida Talat Ali ordenou que ele o retirasse.
Em outubro de 1999, Cronje tornou-se o maior pontuador da África do Sul em corridas de test cricket durante o primeiro teste contra o Zimbábue. A série de dois testes foi vencida por 2 a 0 graças às vitórias por turnos. A África do Sul venceu a série com a Inglaterra no quarto teste na Cidade do Cabo, o quinquagésimo de Cronje como capitão.
O quinto teste da série de 1999-2000 entre África do Sul e Inglaterra, em Centurion, foi arruinado pela chuva. No último dia, apenas 45 overs foram possíveis, com a África do Sul 155/6. Na última manhã, enquanto os sul-africanos continuavam jogador, foi divulgada a notícia de que os capitães haviam se reunido e iriam "fazer um jogo". Foi decidida uma meta de 250 em 70 overs. Quando a África do Sul chegou a 248/8, Cronje declarou; ambas as equipes desistiram de um turno, deixando para a Inglaterra a meta de 249 para vencer o teste, o que aconteceu com dois wickets restantes e apenas cinco bolas. Isso acabou com a série invicta de 14 jogos da África do Sul no teste de críquete. Mais tarde, soube-se que Cronje aceitou dinheiro e um presente de uma casa de apostas em troca de fazer uma declaração antecipada nesse teste.
Cronje foi o maior pontuador, com 56 pontos, depois que a África do Sul foi derrotada por 21 a 5 na final do torneio triangular que contou com a participação da Inglaterra e do Zimbábue.
Em 31 de março de 2000, sua carreira no críquete terminou com um desempenho de 73 bolas em 79 contra o Paquistão na final da Sharjah Cup 1999/2000.

## Estatísticas
Sob a liderança de Cronje, a África do Sul venceu 27 testes e perdeu 11, completando séries de vitórias contra todas as equipes, exceto a Austrália.
Ele comandou a equipe de One Day International em 99 vitórias em 138 partidas, com um empate e três partidas sem resultado. Ele detém o recorde sul-africano de mais partidas vencidas como capitão, e seu recorde de comandar sua equipe em 138 partidas é superado apenas pelas 149 partidas de Graeme Smith como capitão de ODI. Suas 99 vitórias como capitão fazem dele o quarto capitão mais bem-sucedido do mundo em termos de partidas vencidas, atrás de Ricky Ponting, Allan Border e Mahendra Singh Dhoni, e em termos de porcentagem de vitórias (73,70), atrás de Ponting e Clive Lloyd.
Entre setembro de 1993 e março de 2000, ele jogou em 162 ODIs consecutivos, um recorde sul-africano.
Cronje tem o recorde de jogar o maior número de partidas de ODI consecutivas como capitão (130) e é o único jogador a jogar mais de 100 partidas de ODI consecutivas como capitão.

## Manipulação de resultados
Em 7 de abril de 2000, foi revelada uma conversa entre Cronje e Sanjeev Chawla, representante de um sindicato de apostas indiano, sobre alegações de manipulação de resultados. Três outros jogadores, Herschelle Gibbs, Nicky Boje e Pieter Strydom, também estavam envolvidos. Após um inquérito, Cronje foi banido de qualquer envolvimento com o críquete por toda a vida. Ele contestou seu banimento vitalício em setembro de 2001, mas em 17 de outubro de 2001, seu pedido foi indeferido.
Depois de 13 anos, em 22 de julho de 2013, a Polícia de Delhi registrou um primeiro relatório de informações sobre manipulação de resultados em 2000; a acusação no caso envolveu vários jogadores de críquete sul-africanos, inclusive Cronje.

## Morte
Em 1º de junho de 2002, o voo programado de Cronje de Joanesburgo para George foi cancelado. Ele então pegou uma carona como único passageiro a bordo de uma aeronave turboélice Hawker Siddeley HS 748. Perto do aeroporto de George, os pilotos perderam a visibilidade nas nuvens e não conseguiram pousar, em parte devido ao equipamento de navegação inutilizável. Enquanto sobrevoava a área próxima ao aeroporto em círculos, o avião caiu no Cradock Peak, nas montanhas Outeniqua, a nordeste do aeroporto. Cronje, de 32 anos, e os dois pilotos morreram na hora.
Em agosto de 2006, um inquérito sobre o acidente aéreo foi aberto pelo Tribunal Superior da África do Sul. O inquérito concluiu que "a morte de Wessel Johannes Cronje foi causada por um ato ou omissão que, prima facie, equivale a um delito por parte dos pilotos".
Teorias de conspiração de que Cronje foi assassinado por ordem de um sindicato de apostas de críquete surgiram após sua morte e, mais recentemente, foram reacendidas pelo ex-técnico do Nottinghamshire, Clive Rice, após a morte do técnico do Paquistão, Bob Woolmer, em março de 2007. Alegou-se que ele foi assassinado para esconder as verdades por trás da manipulação de resultados.

## Vida pessoal
Hansie Cronje casou-se com Bertha Hans em 8 de abril de 1995. Eles não tiveram filhos. Mais tarde, a viúva de Hansie se casou com Jacques Du Plessis, um auditor financeiro, em 2003. Foi relatado que a cerimônia privada contou com a presença dos pais e irmãos de Hansie e dos amigos íntimos Jonty Rhodes e sua esposa Kate.
Em 2008, foi lançado um filme biográfico intitulado Hansie: A True Story, no qual Frank Rautenbach interpretou o papel de Cronje.